# Coppa Intercontinentale 1998 (calcio)
La Coppa Intercontinentale 1998 (denominata anche Toyota Cup 1998 per ragioni di sponsorizzazione) è stata la trentasettesima edizione del trofeo riservato alle squadre vincitrici della UEFA Champions League e della Coppa Libertadores. Fu vinta dal Real Madrid, al suo secondo titolo di campione del mondo.

## Avvenimenti
Il Real Madrid si presenta all'atto finale della competizione in un periodo di forti polemiche interne, causate dal cattivo rendimento della squadra nella prima parte della stagione. L'allenatore Hiddink sceglie così di schierare la squadra con un coperto 5-3-2, consentendo al Vasco da Gama di ottenere il predominio della prima parte della partita.
Poco prima della mezz'ora Roberto Carlos crossa dalla sinistra e la palla finisce sulla testa del difensore brasiliano Nasa che insacca nella propria porta nel tentativo di respingere in angolo. Nel secondo tempo il Vasco, che durante la prima parte era riuscito a trovare qualche varco sulla sinistra ma senza minacciare seriamente la porta di Illgner, trova il pari grazie al gol di Juninho, bravo a liberarsi di Redondo e a mettere in rete dopo una respinta del portiere blanco su tiro di Luizão. A questo punto il Vasco si fa più intraprendente, grazie alle iniziative di un Felipe in ottima forma ma a sette minuti dal termine è il Real Madrid a colpire in contropiede con Raúl che, raccogliendo un lancio di Seedorf, realizza il gol della vittoria dopo aver dribblato due difensori e il portiere.
Il Real Madrid torna così a vincere la competizione 38 anni dopo la sua prima (e fino ad allora unica) vittoria. Raùl, autore del gol decisivo, verrà premiato al termine della gara come miglior giocatore della competizione.
Nel 2017, la FIFA ha equiparato i titoli della Coppa del mondo per club e della Coppa Intercontinentale, riconoscendo a posteriori anche i vincitori dell'Intercontinentale come detentori del titolo ufficiale di "campione del mondo FIFA", inizialmente attribuito soltanto ai vincitori della Coppa del mondo per club.

## Tabellino
| Arbitro: | Mario Sánchez |

|                          |           |             |
| Nasa 25’ (aut.) Raúl 83’ | Marcatori | 56’ Juninho |

| Real Madrid | Vasco da Gama |

| Real Madrid   |    |                    |              |     |
|               |    |                    |              |     |
| P             | 1  | Bodo Illgner       |              |     |
| D             | 2  | Christian Panucci  |              |     |
| D             | 5  | Manuel Sanchís (C) |              |     |
| D             | 19 | Fernando Sanz      |              |     |
| D             | 3  | Roberto Carlos     |              |     |
| C             | 6  | Fernando Redondo   |              |     |
| C             | 4  | Fernando Hierro    |              |     |
| C             | 10 | Clarence Seedorf   |              |     |
| C             | 20 | Sávio              |              | 89' |
| A             | 7  | Raúl               | Uomo partita |     |
| A             | 8  | Predrag Mijatović  |              | 89' |
| Sostituzioni: |    |                    |              |     |
| A             | 9  | Davor Šuker        |              | 89' |
| C             | 17 | Robert Jarni       |              | 89' |
| Allenatore:   |    |                    |              |     |
| Guus Hiddink  |    |                    |              |     |

| Vasco da Gama |    |                  |  |     |
|               |    |                  |  |     |
| P             | 1  | Carlos Germano   |  |     |
| D             | 31 | Vágner           |  | 75' |
| D             | 3  | Odvan            |  |     |
| D             | 4  | Mauro Galvão (C) |  |     |
| D             | 6  | Felipe           |  |     |
| C             | 8  | Nasa             |  |     |
| C             | 5  | Luisinho         |  | 85' |
| C             | 19 | Juninho          |  |     |
| C             | 11 | Ramon            |  | 88' |
| A             | 7  | Donizete         |  |     |
| A             | 9  | Luizão           |  |     |
| Sostituzioni: |    |                  |  |     |
| D             | 2  | Vítor            |  | 75' |
| A             | 23 | Guilherme        |  | 85' |
| A             | 18 | Válber           |  | 88' |
| Allenatore:   |    |                  |  |     |
| Antônio Lopes |    |                  |  |     |